# Opphaug
Opphaug is een plaats in de Noorse gemeente Ørland, provincie Trøndelag. Opphaug telt 351 inwoners (2007) en heeft een oppervlakte van 0,55 km².